# Diaphus parri
Diaphus parri är en fiskart som beskrevs av Tåning 1932. Diaphus parri ingår i släktet Diaphus och familjen prickfiskar. Inga underarter finns listade i Catalogue of Life.